# Josef Kapoun
Josef Kapoun (14. října 1886 Rohozec – 4. dubna 1958 Brno) byl český a československý odborář, politik Komunistické strany Československa a poválečný poslanec Ústavodárného Národního shromáždění a Národního shromáždění ČSR.

## Biografie
Pocházel z deseti sourozenců. Jeho otec byl venkovským obuvníkem a domkářem v Rohozci. Brzy v mládí opustil rodnou chalupu a pracoval jako zemědělský dělník. Ve věku třinácti let nastoupil jako učeň ke kováři v Ořešíně.
Založil v Ořešíně organizaci sociálně demokratické strany. Za první světové války vedl demonstraci za ukončení války. Poté, co byly v továrnách ustaveny zásobovací úřady, se stal místopředsedou zásobovacích rad v Brně. V roce 1920 byl dělníky z Porgesky zvolen předsedou důvěrnického sboru. Během prosincové generální stávky v roce 1920 byl členem stávkového výboru na Brněnsku a byl následně soudně stíhán. Na počátku 20. let usedl do předsednictva Svazu českých kovodělníků a všeodborová konference ho zvolila předsedou Zemské odborové rady. V roce 1921 patřil mezi zakládající členy KSČ a usedl do jejího krajského vedení, ve kterém setrval do roku 1938. V roce 1923 a v letech 1931–1933 byl starostou Ořešína za KSČ. Zasedal v představenstvu spotřebního družstva Vzájemnost–Včela, angažoval se ve Svazu přátel SSSR, Výboru na pomoc demokratickému Španělsku a Mezinárodní rudé pomoci. Hlavní aktivity ovšem vyvíjel v odborovém hnutí. Ve 30. letech byl předsedou Rudých odborů na Brněnsku jako jejich všeodborový tajemník.>
Za druhé světové války byl vězněn v koncentračních táborech. Od roku 1940 se podílel na ilegálních aktivitách KSČ. V roce 1943 se stal vedoucím brněnské skupiny KSČ. Měl napojení na odbojovou vojenskou skupinu v táboře politických vězňů. 11. dubna 1945 se díky její činnosti vězni osvobodili ještě před příchodem americké armády.
Po návratu byl na první poválečné krajské konferenci KSČ zvolen předsedou Krajského výboru KSČ v Brně a později se stal vedoucím tajemníkem. V roce 1946 se uvádí jako kovodělník, bytem Brno.
Po roce 1945 se angažoval v odborovém hnutí na Brněnsku. Stál v čele Krajské odborové rady a patřil mezi významné politiky KSČ v tomto regionu. Během únorového převratu v roce 1948 se podílel na přebírání moci. 21. února 1948 patřil mezi řečníky na prokomunistické demonstraci v centru Brna.
V parlamentních volbách v roce 1946 byl zvolen poslancem Ústavodárného Národního shromáždění za KSČ. V parlamentu setrval do konce funkčního období, tedy do voleb do Národního shromáždění roku 1948, v nichž byl zvolen do Národního shromáždění za KSČ ve volebním kraji Brno. Mandát zastával do konce funkčního období, tedy do roku 1954.
Zastával i stranické posty. 29. listopadu 1945 byl kooptován za člena Ústředního výboru Komunistické strany Československa. Ve funkci ho potvrdil VIII. sjezd KSČ a IX. sjezd KSČ. Na členství rezignoval v únoru 1951. Kromě toho byl v období květen 1949 – únor 1951 členem organizačního sekretariátu ÚV KSČ a v období prosinec 1948 – únor 1951 členem a předsedou Komise stranické kontroly. V roce 1948 se uvádí jako předseda krajského výboru KSČ.